# Фігурне катання на зимових Олімпійських іграх 2002
Змагання з фігурного катання на зимових Олімпійських іграх 2002 тривали з 9 до 21 лютого в Солт-Лейк-айс-центрі.

## Чемпіони та призери

### Таблиця медалей
| Місце               | Країна              | Золото | Срібло | Бронза | Загалом |
| ------------------- | ------------------- | ------ | ------ | ------ | ------- |
| 1                   | Росія               | 2      | 3      | 0      | 5       |
| 2                   | США                 | 1      | 0      | 2      | 3       |
| 3                   | Канада              | 1      | 0      | 0      | 1       |
| 3                   | Франція             | 1      | 0      | 0      | 1       |
| 5                   | Італія              | 0      | 0      | 1      | 1       |
| 5                   | Китай               | 0      | 0      | 1      | 1       |
| Загалом (6 збірних) | Загалом (6 збірних) | 5      | 3      | 4      | 12      |

### Медалісти
| Дисципліна                  | Золото                                   | Срібло                               | Бронза                                        |
| --------------------------- | ---------------------------------------- | ------------------------------------ | --------------------------------------------- |
| Одиночне катання (чоловіки) | Олексій Ягудін · Росія                   | Євген Плющенко · Росія               | Тімоті Гебел · США                            |
| Одиночне катання (жінки)    | Сара Г'юз · США                          | Ірина Слуцька · Росія                | Мішель Кван · США                             |
| Парне катання               | Олена Бережна та Антон Сихарулідзе (RUS) | поділили золоті медалі               | Шень Сюе та Чжао Хунбо (CHN)                  |
| Парне катання               | Джамі Сейле та Девід Пеллетьє (CAN)      | поділили золоті медалі               | Шень Сюе та Чжао Хунбо (CHN)                  |
| Танці на льоду              | Марина Анісіна та Гвендаль Пейзера (FRA) | Ірина Лобачова та Ілля Авербух (RUS) | Барбара Фузар-Полі та Мауріціо Маргальо (ITA) |

## Країни-учасниці
У змаганнях з фігурного катання на Олімпійських іграх у Срлт-Лейк-Сіті взяли участь 143 спортсмени (72 чоловіки і 71 жінка) з 31 країни (у дужках вказано кількість фігуристів від країни):
- Австралія (2)
- Азербайджан (3)
- Вірменія (3)
- Білорусь (2)
- Бельгія (1)
- Болгарія (3)
- Угорщина (2)
- Велика Британія (2)
- Німеччина (4)
- Грузія (1)
- Ізраїль (4)
- Італія (9)
- Канада (13)
- Китай (11)
- Литва (2)
- Польща (4)
- Росія (16)
- Румунія (2)
- Словаччина (3)
- Словенія (1)
- США (14)
- Узбекистан (4)
- Україна (11)
- Фінляндія (1)
- Франція (8)
- Хорватія (1)
- Чехія (4)
- Швейцарія (4)
- Естонія (1)
- Південна Корея (4)
- Японія (4)